# Malwarebytes
Malwarebytes (voorheen Malwarebytes' Anti-Malware, afgekort MBAM) is een computerprogramma dat malware, waaronder spyware, verwijdert. Het is gemaakt door Malwarebytes Corporation en werd uitgebracht in januari 2006.
Er is een gratis en een betaalde versie. De betaalde versie beschikt over de optie automatisch scannen, biedt real-time bescherming tegen verschillende soorten malware zoals spyware en computervirussen (mits geactiveerd) en heeft de mogelijkheid IP-adressen, die mogelijk naar kwaadaardige sites wijzen, te blokkeren.